# Harpagoxenus
Genre
Harpagoxenus est un genre de fourmis de la sous-famille des Myrmicinae.

## Description

Schéma anatomique d’une fourmi ouvrière.

Les espèces du genre Harpagoxenus mesurent environ 4 à 5 mm pour les ouvrières. Ces fourmis ont des mandibules courtes mais larges et puissantes avec des bords masticatoires dépourvus de dents, ainsi que des antennes à onze segments mais dotées de scapes très courts.

## Répartition
Le genre Harpagoxenus est réparti dans les régions néarctique et paléarctique. Harpagoxenus canadensis se rencontre en Amérique du Nord (Canada, États-Unis). Harpagoxenus zaisanicus se rencontre en Mongolie. Harpagoxenus sublaevis est la plus répandue des trois espèces, et se rencontre de la Chine à la Belgique, et de la Finlande à l’Espagne.

## Liste des espèces
Selon GBIF (14 mai 2025):
- Harpagoxenus canadensis Smith, 1939
- Harpagoxenus sublaevis (Nylander, 1849)
- Harpagoxenus zaisanicus Pisarski, 1963

## Systématique
Le nom scientifique complet (avec auteur) de ce taxon est Harpagoxenus Forel, 1893 . Le genre Harpagoxenus a d'abord été créé sous le nom Tomognathus par Gustav Mayr, mais ce nom étant déjà pris par un genre éteint de poissons, l'entomologiste, neuroanatomiste, psychiatre et eugéniste suisse Auguste Forel lui a donné son nom actuel en 1893.

## Comportement de parasite social
Les espèces d’Harpagoxenus sont des fourmis esclavagistes obligatoires (c'est-à-dire incapables de survivre autrement qu'en parasitant d'autres espèces). Elles ciblent pour cela différentes espèces du genre Leptothorax. 
Pour fonder sa colonie, la reine Harpagoxenus fécondée rentre dans le nid ciblé et tue ou fait fuir la reine ainsi que les ouvrières adultes (grâce à la fois à ses mandibules et à des composés chimiques qui perturbent le système de reconnaissance des fourmis ciblées) avant de s'approprier la colonie et les œufs ou larves qui s'y trouvent. Ces derniers forment ensuite une première génération d'esclaves qui va permettre à la colonie d’Harpagoxenus de se développer en nourrissant la reine et en prenant soin de sa progéniture. Par la suite, la progéniture de la reine Harpagoxenus est incapable d'assurer les tâches quotidiennes de la fourmilière (maintenance du nid, soin aux couvains, recherche de nourriture , etc.). Ces tâches sont assurées par les esclaves, tandis que les ouvrières Harpagoxenus s'occupent à mener des raids contre les nids voisins de Leptothorax pour piller leur progéniture et la rapporter dans leur propre nid, afin de remplacer leurs esclaves mortes. 
Puisqu'elles ciblent plusieurs espèces de Leptothorax, les nids d’Harpagoxenus abritent régulièrement des esclaves de plusieurs espèces différentes, parfois jusqu'à trois. La présence de plusieurs espèces peut parfois entraîner des conflits entre esclaves, lors desquels une espèce majoritaire expulse une espèce minoritaire (cette dernière est prise par l'espèce majoritaire pour des fourmis intruses). De manière générale, les colonies d’Harpagoxenus (particulièrement Harpagoxenus sublaevis) sont caractérisées par un très haut degré d’agressivité dans les interactions entre esclavagistes, entre esclavagistes et esclaves ou entre esclaves eux-mêmes.
Les espèces suivantes peuvent être réduites en esclavage par les Harpagoxenus :
- Leptothorax canadensis
- Leptothorax muscorum
- Leptothorax acervorum
- Leptothorax gredleri